# پیتر رادفورد
پیتر رادفورد (انگلیسی: Peter Radford؛ زادهٔ ۲۰ سپتامبر ۱۹۳۹) ورزشکار دو و میدانی اهل بریتانیا است.